# Kontakt (Reaktivpanzerung)

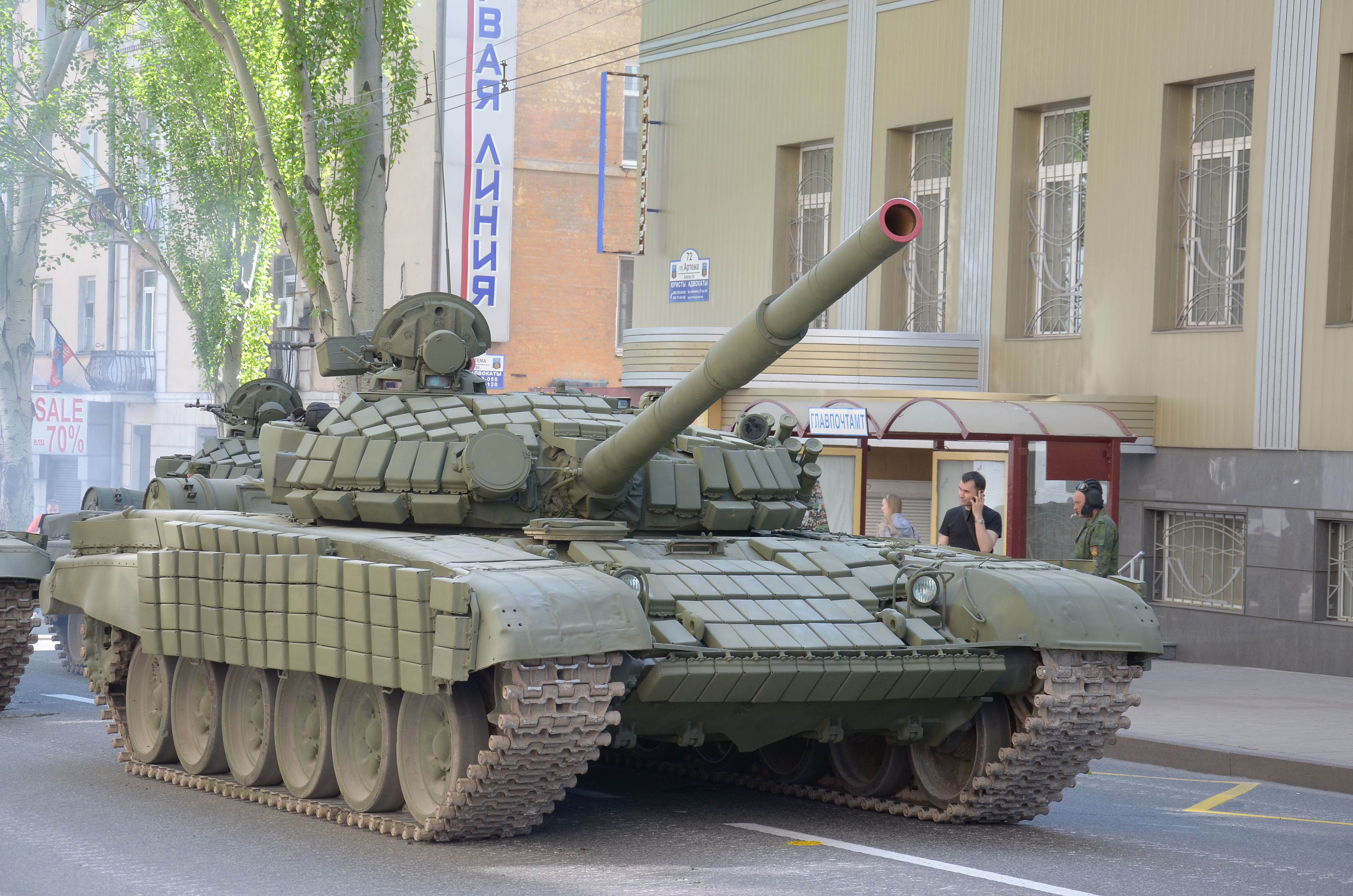
T-72B mit Kontakt-1

Schema eines Kontakt-1 Moduls und Wirkungsweise

Kontakt (russisch Контакт) ist eine Reaktivpanzerung aus der Sowjetunion.

## Kontakt-1
Die von NII Stali entwickelte Reaktivpanzerung 4S20 Kontakt-1 wurde 1983 bei den sowjetischen Streitkräften eingeführt, nachdem Israel die Blazer-Reaktivpanzerung im Libanonkrieg 1982 erfolgreich eingesetzt hatte. Die Modelle  T-64BW und T-80BW wurden damit als erste Panzer ausgerüstet. Kritisiert wurde, dass Kontakt-1 mit dem zusätzlichen Gewicht von 1,5 t nur gegen Hohlladungsgeschosse, nicht aber gegen APFSDS-Geschosse schützte. Im Dezember 1984 wurden die ersten mit Kontakt-1 ausgerüsteten Kampfpanzer der Gruppe der Sowjetischen Streitkräfte in Deutschland wahrgenommen. Daraufhin entwickelte man im Westen unter Hochdruck Geschosse und Panzerabwehrlenkwaffen mit Tandemhohlladungen.
Ein Kontakt-1-Modul hat eine Grundfläche von 314 × 148 mm² und besteht aus 3 mm starkem Stahlblech. Die meisten Kontakt-1-Module enthalten zwei, wenige auch nur ein reaktives 4S20-Element. Ein Kontakt-1-Modul wiegt mit zwei 4S20-Elementen ohne Befestigungsmaterial 5,7 kg. Abhängig vom Modell werden etwa 150 Module pro Panzer benötigt.
Die Maße eines 4S20-Elements betragen 252 × 130 × 10 mm³. Das Element besteht aus zwei 2 mm dicken Stahlblechen mit einer etwa 6 mm dicken Sprengstoffschicht dazwischen; genaue Angaben variieren nach verschiedenen Quellen. Das Gewicht beträgt 1,35 kg, davon entfallen 260 g auf den Sprengstoff PVV-5A mit einem TNT-Äquivalent von 280 g.
PVV-5A ist ein Plastiksprengstoff aus 90 % Hexogen sowie Polyisobutylen. Der Sprengstoff reagiert empfindlich auf Hitze, ist aber unempfindlich gegen Schlag. Dies stellt sicher, dass der Plasmastrahl eines Hohlladungsgeschosses den Sprengstoff für die erforderliche Abwehrdetonation entzündet. Beschuss mit Kleinwaffen-Projektilen aber auch panzerbrechenden Pfeilwuchtgeschossen lösen keine Zündung aus.
Kontakt-1 soll einen Panzerungsäquivalenz zu 400 mm RHA (englisch rolled homogeneous armour, deutsch ‚gewalzte homogene Panzerung‘) bieten, wenn es von einem gewöhnlichen Hohlladungsgeschoss getroffen wird. Durch die zwei schräg zueinander angeordneten reaktiven Elemente bietet Kontakt-1 Schutz in einem größeren Winkelbereich als die Blazer-Panzerung. Im Vergleich zu dieser bewährten sich die kleineren Abmessungen der Kontakt-1-Module.
Die Stahlbleche eines Kontakt-1-Moduls schirmen die reaktiven 4S20-Elemente gegen die Detonation eines benachbarten Blocks ab, so dass es zu keiner unerwünschten Kettenreaktion kommt. Zwar löst der Metallstrahl des Hohlladunggeschosses nur die Explosion eines Kontakt-1-Moduls aus, doch die starke Explosion der Hohlladung reißt in der Regel weitere Module von der Panzerung ab.
Die reaktiven 4S20-Elemente können aus den Kontakt-1-Modulen zur Vorbereitung der Einlagerung des Fahrzeuges entnommen werden.

## Kontakt-5

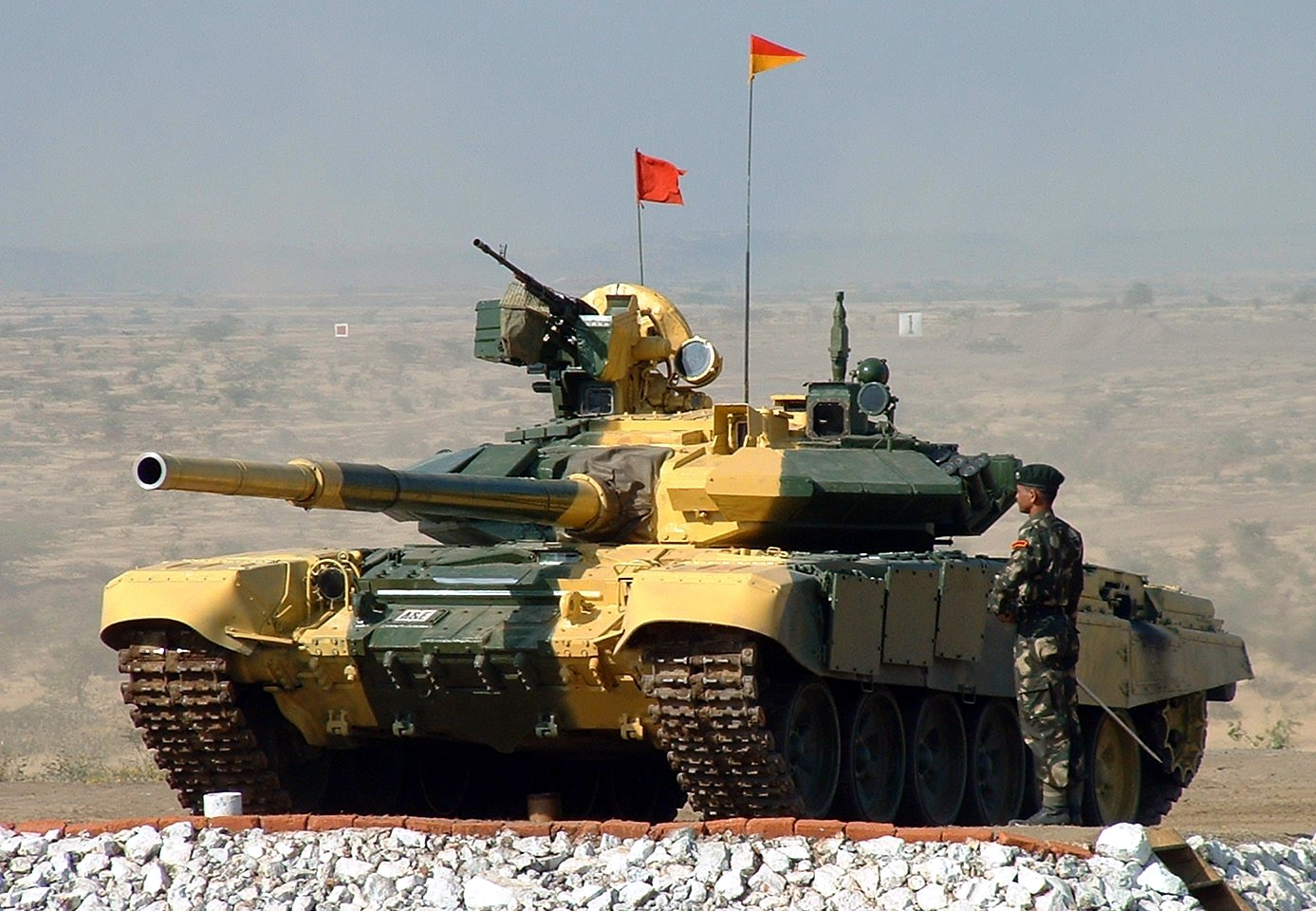
Indischer T-90 mit Kontakt-5-Reaktivpanzerung

Wegen der Unzulänglichkeiten von Kontakt-1 entwickelte NII Stali die Reaktivpanzerung zu Kontakt-5 weiter, damit diese auch APFSDS-Geschosse abwehrt. Außerdem ist Kontakt-5 nicht nur Zusatzpanzerung, sondern deutlich integrierter in die Fahrzeughülle. Die Kontakt-5-Module haben eine deutlich dickere Stahloberseite. Je nach Modul enthalten sie ein bis zwei 4S22 reaktive Elemente. Der Sprengstoff eines 4S22 Elements hat das TNT-Äquivalent von 330 g. Er ist so empfindlich, dass auch panzerbrechende Geschosse ihn zur Explosion bringen. Kontakt-5 erzeugt eine stärkere Abwehrdetonation als Kontakt-1 und die stärkere Stahlschicht, die dem Pfeilgeschoss dabei entgegengeschleudert wird, bricht oder verbiegt dieses. Die Steigerung der Abwehrfähigkeit führte zur Entwicklung verstärkter Pfeilgeschosse.
Kontakt-5 wurde erstmals 1985 an einem T-80U beobachtet. Später wurden auch die Panzer T-72B, T-84 und T-90 mit Kontakt-5 ausgestattet. Zudem können auch die Panzermodelle T-55, T-62 und der BMP-3 mit Kontakt-5 ausgerüstet bzw. aufgerüstet werden. Laut Hersteller handelt es sich bei Kontakt-5 um den ersten Typ von Reaktivpanzerung, der Panzerfahrzeuge auch gegen Tandemhohlladungen wirksam schützt.
- Gesamtmasse der Kontakt-5-Reaktivpanzerung: 2,8 – 3,0 t
- Schutzwirkung (RHA-Äquivalent):
  - gegen APFSDS: 200 mm
  - gegen Hohlladung (HEAT): 600 mm[7]

## Weiterentwicklungen
Eine Weiterentwicklung der Kontakt-5-Panzerung ist die Reaktivpanzerung vom Typ 4S23/4S24 Relikt. Diese soll gegenüber Kontakt-5 die doppelte Schutzwirkung besitzen. Des Weiteren existiert die integrale Reaktivpanzerung vom Typ Kaktus desselben Herstellers.